# Джордж Браун Гуд
Джордж Браун Гуд (англ. George Brown Goode) — американський іхтіолог.

## Життєпис
Народився у 1851 році в Індіані. Навчався у Весліанському та Гарвардському університетах. Після закінчення працював у Музеї природознавства Весліанського університету та у Службі рибних ресурсів та дикої природи США. З 1877 року працює у Смітсонівському інституті, спочатку асистентом, потім куратором, а згодом його очолив.
Він опублікував понад 100 робіт на тему іхтіології. Цікавився донними та глибоководними рибами, зокрема химероподібними та камбалоподібними. Помер у 1896 році від пневмонії у Вашингтоні.

## Епоніми
- Рід Goodea, від роду названо родину Goodeidae
- Види:
  - Ptilichthys goodei, Bean, 1881.
  - Lucania goodei Jordan, 1880.
  - Myliobatis goodei Garman, 1885.
  - Paralonchurus goodei Gilbert, 1898.
  - Sebastes goodei Eigenmann & Eigenmann, 1890
  - Trachinotus goodei Jordan & Evermann, 1896.